# Dave McClain
Pour les articles homonymes, voir McClain.
 (juin 2012).
Si vous disposez d'ouvrages ou d'articles de référence ou si vous connaissez des sites web de qualité traitant du thème abordé ici, merci de compléter l'article en donnant les références utiles à sa vérifiabilité et en les liant à la section « Notes et références ».

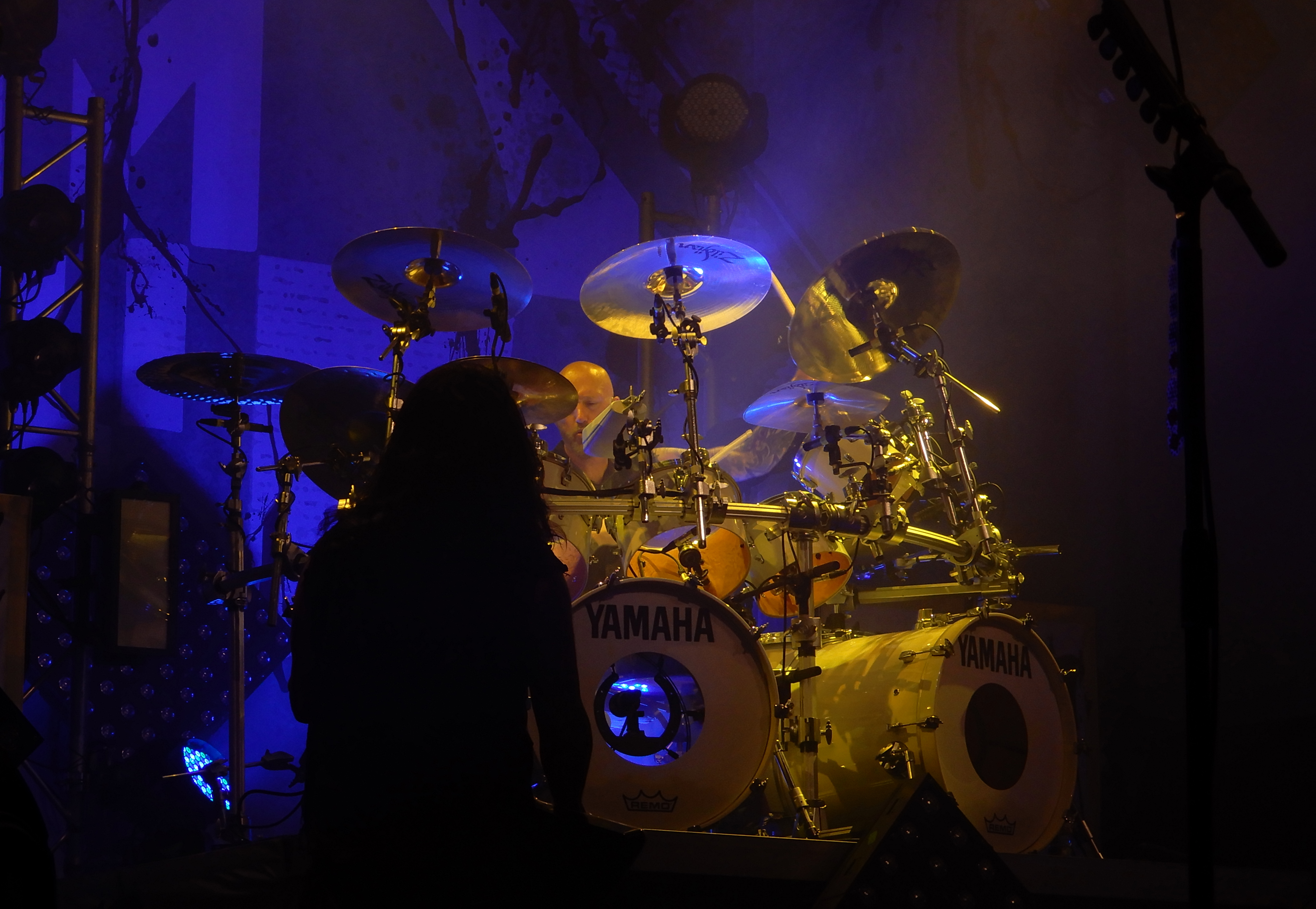
Dave McClain (Machine Head) en concert à La Rochelle en 2018.

Dave McClain est le batteur du groupe de thrash metal Sacred Reich et précédemment de Machine Head, il est né le 24 octobre 1965 à Wiesbaden en Allemagne.

## Biographie
Il a rejoint le groupe lorsque Chris Kontos quitte Machine Head après leur premier album, Burn My Eyes. 
Il a formé le groupe S.A.Slayer, joué dans Turbin (avec Neil Turbin, chanteur d'origine d'Anthrax), Catalepsy, Murdercar (avec le producteur Ross Robinson) et Ministers of Anger.  
Il a officiellement quitté Machine Head en octobre 2018 et à rejoint Sacred Reich en décembre de la même année. Il a participé à l'enregistrement de l'album Awakening sorti en 2019. 
Il est endorsé par Yamaha Drums, Aquarian drumheads, et Zildjian.

## Discographie avant Machine Head
Albums & EPs:
- S.A.Slayer - Prepare To Die EP (Rainforest Records, 1983)
- S.A.Slayer - Go For The Throat (Den Linden Records, 1988)
- Murdercar - album non-sorti (1990)
- Sacred Reich - A Question EP (Hollywood Records, 1991)
- Sacred Reich - Independent (Hollywood Records, 1993)
- Sacred Reich - Heal  (Metal Blade Records 1996)

Compilations:
- avec Juggernaut

- In the Blood of Virgins, Metal Massacre VII (Metal Blade Records, 1986)
- avec Murdercar

- Mirage of Blood, Metal Massacre X (Metal Blade Records, 1989)
- avec Ministers of Anger

- The Great Escape, Metal Massacre XI (Metal Blade Records, 1991)